# Triplo gioco (baseball)
Nel gioco del baseball, un triplo gioco è il termine che designa l'azione difensiva che consente di eliminare tre avversari di seguito, garantendo alla squadra che lo effettua la chiusura del turno in difesa, e la possibilità di passare all'attacco (nello stesso inning se squadra di casa o nell'inning successivo se squadra ospite e se non si è già all'inning finale).
È molto più raro del doppio gioco, tanto che ci sono stati finora solo 733 tripli giochi nella storia della Major League Baseball.
Il triplo gioco è raro da vedere, perché presuppone innanzitutto una particolare situazione di gioco, e cioè che ci siano almeno due corridori sulle basi e nessun eliminato, e inoltre richiede una grande velocità di esecuzione ai giocatori difensivi, quasi sempre interni, dato che se la battuta fosse profonda, verrebbe a mancare il tempo necessario per effettuare tutte le eliminazioni.
Statisticamente (), il modo più comune in cui sono avvenuti i tripli giochi è la combinazione 5-4-3 (la terza base riceve la battuta, elimina toccando il cuscino della base il corridore in arrivo, gira la palla alla seconda base, che elimina il corridore e chiude il triplo gioco sulla prima base), o quella 6-4-3 (è l'interbase ad avviare il triplo gioco con una presa al volo).

## Storia
Il triplo gioco non assistito è il più raro (15 sole volte) da realizzare, visto che un solo giocatore elimina direttamente tutti e tre gli avversari (il battitore con una presa al volo, e toccando con il guantone gli altri due che sono fuori dalla base e stanno cercando di riguadagnarla): l'ultimo in ordine di tempo, il 23 agosto 2009, è stato il seconda base Eric Bruntlett dei Philadelphia Phillies contro i New York Mets al nono inning sul punteggio di 9 a 7 per Philadelphia, chiudendo clamorosamente la partita. L'ultimo giocatore ad aver chiuso la partita in questo modo era stato il prima base dei Detroit Tigers Johnny Neun ben 82 anni prima, nel 1927.
Quello che avvenne il 16 maggio 1913 tra Philadelphia Athletics e Cleveland Naps fu altrettanto singolare, con la palla che passò di mano 10 volte tra sei giocatori diversi, prima che il triplo gioco fosse finalmente completato.